# Dante Della Terza
Dante Della Terza (Sant'Angelo dei Lombardi, 5 maggio 1924 – Cambridge, Massachusetts, 6 aprile 2021) è stato uno storico della letteratura e italianista italiano.

## Biografia
Laureatosi all'Università di Pisa e alla Scuola Normale Superiore sotto la guida di Luigi Russo, Della Terza vinse una borsa di studio di perfezionamento presso l'Università di Zurigo e in seguito insegnò per un certo periodo in Francia come assistente d'italiano presso un liceo di Tolosa e presso il Lycée Henri IV di Parigi. Tornato in Italia, vinse il concorso a cattedre di filosofia e storia nei licei; si stabilì quindi a Urbino ma in seguito prese servizio alla University of California di Los Angeles (dove conobbe lo scrittore Pier Maria Pasinetti). Nel 1962 venne invitato da Renato Poggioli a insegnare alla Harvard University, dove poi restò fino al 1993, formando generazioni di studenti di tutti i livelli, dal BA al dottorato. In seguito insegnò per alcuni anni all'Università Statale "Federico II" di Napoli.
I suoi studi più importanti vertono su Dante Alighieri, su Torquato Tasso, sul Rinascimento, su Leopardi, sulla cultura letteraria in Italia dopo la seconda guerra mondiale e sulla storia della dantistica. Di indirizzo essenzialmente storicistico, il pensiero critico di Dante Della Terza restò sempre e comunque aperto a prospettive filosofiche, che lo portarono a dare profonda rilevanza al momento interpretativo sia per come si prefigura nel testo sia per come viene inteso dal lettore.
Altro filone non specificamente letterario dell'opera di Della Terza fu la rivisitazione della storia degli intellettuali europei negli USA dopo la seconda guerra mondiale: Da Vienna a Baltimora: la diaspora degli intellettuali europei negli Stati Uniti d'America (1ª ed. Roma, Editori Riuniti, 1987)

## Opere
- Forma e memoria. Saggi e ricerche sulla tradizione letteraria da Dante a Vico (Roma 1979);
- Da Vienna a Baltimora. La diaspora degli intellettuali europei negli Stati Uniti d’America (Roma 1987):
- Saggi su Giacomo Leopardi (Roma, Edizioni dell'Ateneo, 2005)
- Strutture poetiche, esperienze letterarie: percorsi culturali da Dante ai contemporanei (Napoli: Edizioni Scientifiche Italiane, 1995)
- Pasolini in periferia (Cosenza, Periferie, 1992)
- L'incontro con San Benedetto (Paradiso XXII) (Ravenna, Longo, 1989)
- Tradizione ed esegesi: semantica dell'innovazione da Agostino a De Sanctis (Padova, Liviana, 1987)